# Santa Cruz de Parga
Parga (llamada oficialmente Santa Cruz de Parga) es una parroquia española del municipio de Guitiriz, en la provincia de Lugo, Galicia.

## Otras denominaciones
La parroquia también es conocida por el nombre de Santa Cruz.

## Organización territorial
La parroquia está formada por quince entidades de población, constando catorce de ellas en el nomenclátor del Instituto Nacional de Estadística español:

### Entidades de población
Entidades de población que forman parte de la parroquia:
- Bueiro
- Candorco (O Candorco)
- Castro (O Castro)
- Ferreiros
- Fontemourela (A Fontemourela)
- Iglesia (A Igrexa)
- Ixavara
- Lobeiras (As Lobeiras)
- Painzás
- Pedracoba (Pedracova)
- Pena (A Pena)
- Penabico
- Pontella (A Pontella)
- Portos (Os Portos)

### Despoblado
Despoblado que forma parte de la parroquia:
- Valdomar (Baldomar)

## Demografía
| Gráfica de evolución demográfica de Parga entre 2000 y 2020 |
|                                                             |
| Datos según el nomenclátor publicado por el INE.            |